# Gustav Grossmann
Pour les articles homonymes, voir Grossmann.
Gustav Friedrich Wilhelm Grossmann ou Großmann, né à Berlin le 30 novembre 1746 et mort à Hanovre le 20 mai 1796, est un acteur et auteur dramatique allemand.

## Biographie
Employé d'ambassade à Dantzig, Koenigsberg et Varsovie, il devient ami de Lessing et commence une carrière au théâtre en 1774. Il dirige alors diverses troupes, améliore l'art dramatique et se fait surnommer le « Shakespeare allemand ».

## Œuvres
- 1780 : Pas plus de six plats
- 1783 : Henriette, ou elle est déjà mariée
- 1783 : Eberts